# Yuma (2012)
Yuma ist ein polnisch-tschechischer Film aus dem Jahr 2012. Das Drehbuch stammt von Wojciech Gajewicz und Piotr Mularuk, der auch Regie führte. Die Weltpremiere fand am 10. August 2012 statt.

## Handlung
Brzegi, eine polnische Kleinstadt an der deutsch-polnischen Grenze: Ende der 1980er Jahre flüchten noch Menschen über die Grenze nach Polen, um in den Westen zu kommen. Anfang der 1990er Jahre ist in der ehemaligen DDR („dank Onkel Helmuts D-Mark“) der westliche Reichtum ausgebrochen, doch in Polen ist vom wirtschaftlichen Aufschwung noch nicht viel zu spüren. Die drei Freunde Zyga, Młot ('Hammer') und Kula ('Kugel') wollen ihr Glück in die eigenen Hände nehmen. Sie versuchen sich zunächst mit Zigarettenschmuggel, dann spezialisieren sie sich auf Diebstahl von Kleidung, Schuhen, Parfum in Frankfurt (Oder).
Aus den im damaligen Jargon „Juma“ genannten Warendiebstählen entwickelt sich ein immer größer werdendes Geschäft. Alle machen mit: Zygas windige Tante Halina, der polnische Zoll (in Person von Zygas Patenonkel), der deutsche Zoll („die Deutschen sind auch Menschen“), der Bürgermeister, selbst Zygas zunächst abgeneigte Mutter findet letztlich Gefallen am Juma-Handel ihres Sohnes. Zyga führt sich auf wie Robin Hood und verschenkt sein Diebesgut an den halben Ort. Besonders beeindrucken möchte Zyga Majka, doch die interessiert sich eher für den Deutschen Ernst.
Schließlich werden Polizei und die russische Mafia auf das Treiben im Grenzstädtchen aufmerksam und auch die geplagten Deutschen rüsten auf …

## Auszeichnungen (Auswahl)
- FilmFestival Cottbus – Festival des osteuropäischen Films (2012): Auszeichnung für Katarzyna Figura
- Koszalin (Festival der Filmdebüts): Publikumspreis
- Chicago (Festiwal des polnischen Films in Amerika): Kritikerpreis